# 市辺駅
市辺駅（いちのべえき）は、滋賀県東近江市市辺町にある近江鉄道八日市線（万葉あかね線）の駅である。駅番号はOR18。

## 歴史
- 1913年（大正2年）12月29日：湖南鉄道の駅として開業。
- 1927年（昭和2年）5月15日：琵琶湖鉄道汽船に合併され、同社の駅となる。
- 1929年（昭和4年）4月1日：八日市鉄道に譲渡され、同社の駅となる。
- 1944年（昭和19年）3月1日：近江鉄道に合併され、同社の駅となる。
- 1996年（平成8年）：新駅舎が完成し、交換設備が設置される。

## 駅構造

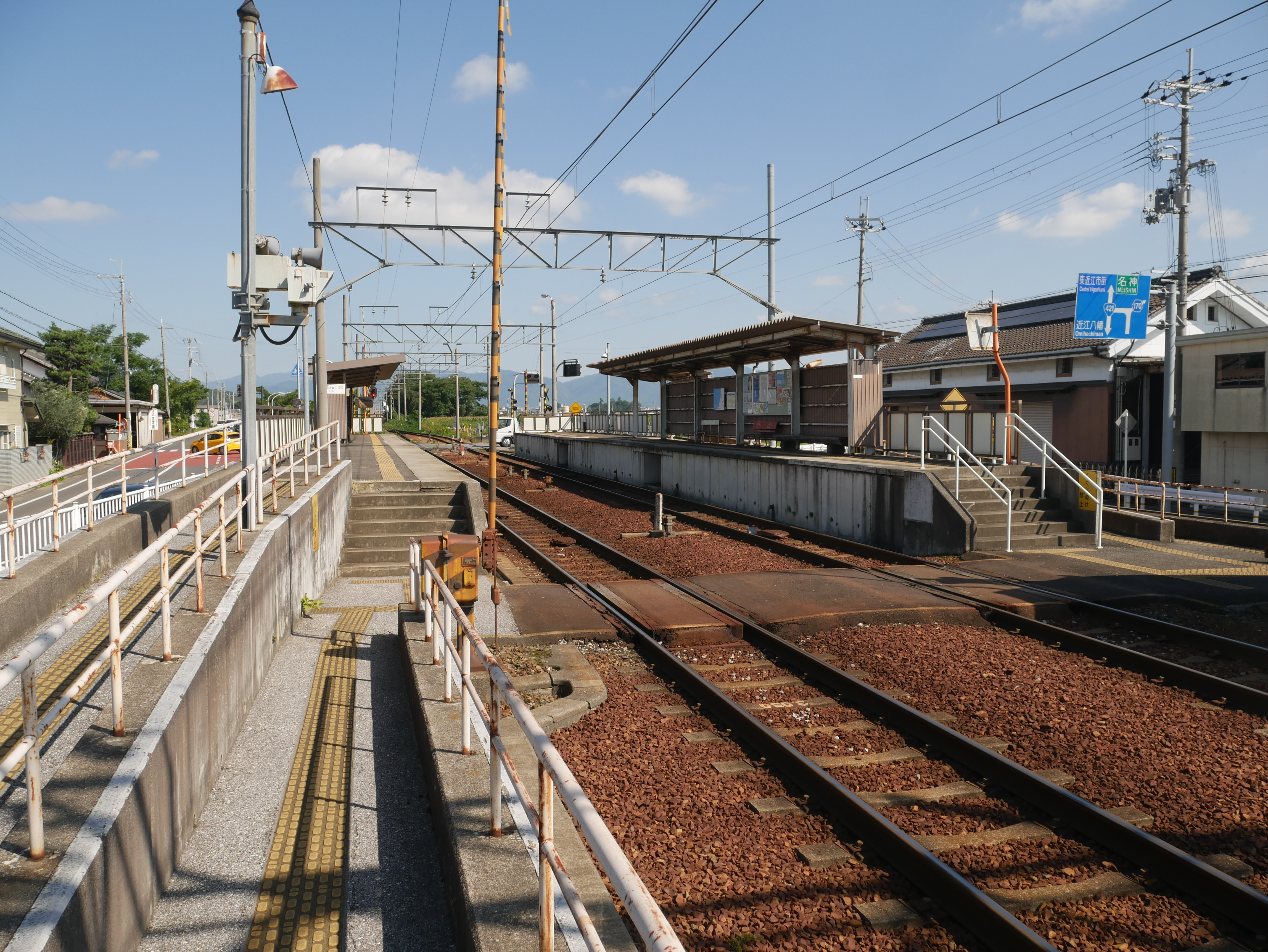
ホーム（2020年10月）

相対式2面2線の地上駅。新駅舎が完成する前は木造駅舎の有人駅（1面1線の地上駅）であったが、現在は無人駅である。なお、ホーム間は構内踏切で連絡している。

### のりば
| 番線   | 路線                       | 方向 | 行先         |
| ------ | -------------------------- | ---- | ------------ |
| 反対側 | ■八日市線 （万葉あかね線） | 上り | 八日市方面   |
| 駅舎側 | ■八日市線 （万葉あかね線） | 下り | 近江八幡方面 |

※案内上ののりば番号は割り当てられていない。
付記事項
- 上り線のりばは両方向に入線・発車することができるため、八日市線内で事故が発生したときや回送の折り返しに使われることがある。

## 利用状況
近年の一日平均乗車人員の推移は下記のとおり（東近江市統計書より）。
| 年度               | 一日平均 乗車人員 |
| ------------------ | ----------------- |
| 2002年（平成14年） | 265               |
| 2003年（平成15年） | 258               |
| 2004年（平成16年） | 255               |
| 2005年（平成17年） | 225               |
| 2006年（平成18年） | 228               |
| 2007年（平成19年） | 217               |
| 2008年（平成20年） | 208               |
| 2009年（平成21年） | 191               |
| 2010年（平成22年） | 192               |
| 2011年（平成23年） | 193               |
| 2012年（平成24年） | 201               |
| 2013年（平成25年） | 189               |
| 2014年（平成26年） | 187               |
| 2015年（平成27年） | 213               |
| 2016年（平成28年） | 208               |
| 2017年（平成29年） | 199               |
| 2018年（平成30年） | 210               |
| 2019年（令和元年） | 192               |

## 駅周辺
国道421号沿いにあり、駅北側の踏切で滋賀県道（滋賀県道168号線と滋賀県道170号線）と分岐する。駅付近は水田が多いが、駅南側と駅西側には住宅地がある。船岡山は駅北側にあり、そこから少し北へ進むと滋賀県道208号線と紅かす山に至る。駅から南東へ伸びる滋賀県道170号線を進むと長谷野駅に至るが、当駅からはやや離れている。
- 万葉の森船岡山
- 阿賀神社（野口町）[注釈 2]
- 万葉の郷ぬかづか（農産物加工・直売所）[3]
- 糠塚二千年ふれあい公園
- 東近江市立船岡中学校
- 東近江市立あかね幼児園
- 東近江市八日市公設地方卸売市場[4]
- 東近江警察署市辺警察官駐在所
- 国道421号
- 滋賀県道168号下羽田市辺線
- 滋賀県道170号高木八日市線
- 滋賀県道208号小脇西生来線
- ちょこっとバス・ちょこっとタクシー「野口」停留所 - ちょこっとタクシーは要予約。

## 隣の駅
近江鉄道
■八日市線（万葉あかね線）
■快速
通過
■普通
平田駅（OR19） - 市辺駅（OR18） - 太郎坊宮前駅（OR17）

### 記事本文